# トロポヤ
トロポヤ（アルバニア語: Tropojë, Tropoja）はアルバニアのクケス州の基礎自治体と町である。2015年に旧基礎自治体のトロポヤ、バイラム・ツリ、フィエルザ、マルゲガイ、ルガイ、ブヤンおよびビティチから設けられた。2023年には、基礎自治体の人口が14,189人であり、町の人口が2,560人だった。ヴァルボナ川はこの町で流れている。